# La Moraleja (Jalisco)
La Moraleja es una localidad del estado mexicano de Jalisco. Es parte del municipio de Zapopan. Fue fundada el 5 de julio de 2013.

## Demografía
| Censo | Población |
| ----- | --------- |
| 2020  | 2 431     |